# Arthur Bliss

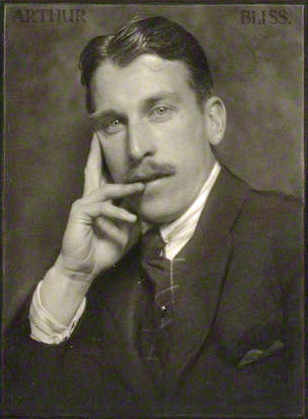
Arthur Bliss ca. 1922 (Photographie von Herbert Lambert)

Sir Arthur Edward Drummond Bliss CH, KCVO (* 2. August 1891 in London; † 27. März 1975 ebenda) war ein englischer Komponist.

## Leben
Bliss studierte in Cambridge bei Cyril Rootham und Charles Wood und am Royal College of Music bei Charles Villiers Stanford und Gustav Holst. Von 1921 bis 1923 unterrichtete er am Royal College of Music, dann lebte er bis 1925 in Santa Barbara. Danach lebte er als Komponist in London.
Nach seinem Studium diente Arthur Bliss im Ersten Weltkrieg an der französischen Front; er wurde in der Schlacht an der Somme verwundet und erlitt später in Cambrai eine Senfgasvergiftung. Diese Erfahrungen, wie auch der Tod seines geliebten Bruders Kennard, hinterließen einen nachhaltigen Einfluss auf Bliss Leben und Werk, der in der groß angelegten Chorsinfonie Morning Heroes für Bariton, Chor und Orchester aus dem Jahr 1930 gipfelte.
Nach seiner Rückkehr nach London profilierte sich Bliss jedoch zunächst mit experimentellen Werken wie Madam Noy (1918), Conversations (1920) und Rout (1920), allesamt kürzere Stücke für kleines Ensemble, in denen Bliss neueste kompositorische Trends vom Kontinent aufgriff. 1926 wirkte er als Juror bei den Weltmusiktagen der Internationalen Gesellschaft für Neue Musik (ISCM World Music Days) in Zürich.
Besonders prägend wirkte auf ihn (wie auch auf andere britische Komponisten jener Tage, z. B. Percy Grainger und Constant Lambert) das Vorbild von Igor Strawinskys epochalem Ballett Petruschka, das 1913 von den Ballets Russes zum ersten Mal in London präsentiert worden war. In dem Orchesterwerk Mêlée fantasque von 1921 ist dieser Einfluss besonders deutlich zu hören. Bliss interessierte sich auch sehr für die Arbeiten der französischen Gruppe Les Six um Arthur Honegger und Darius Milhaud. Kurze Zeit später jedoch wandte er sich von der Avantgarde ab und einem stärker national beeinflussten spätromantischen Stil zu, der Elemente der Musik Edward Elgars aufgriff.
Bliss’ bekanntestes Werk ist die etwa halbstündige A Colour Symphony (1922), in der er, angeregt durch ein Werk über Heraldik, die vier Farben eines Wappens beschreibt: im ersten Satz „Purpur, die Farbe des Amethysts, des Prunks, der Königlichkeit und der Todes“, im zweiten Satz „Rot, die Farbe der Rubine, des Weines, der Festlichkeit, der Hochöfen, der Mutes und der Magie“, im dritten Satz „Blau, die Farbe der Saphire, des tiefen Wassers, des Himmels, der Ehrlichkeit und der Melancholie“ und im vierten Satz „Grün, die Farbe der Smaragde, der Hoffnung, der Jugend, der Freude, des Frühlings und des Sieges“. Die Colour Symphony ist ein Werk des Übergangs und mischt auf interessante Weise Elemente der Musik Elgars mit jener Strawinskys.
Wichtige konzertante Werke sind das Klavierkonzert von 1939 (uraufgeführt von dem berühmten Virtuosen Solomon aus Anlass der New Yorker Weltausstellung), das Violinkonzert (1955, für Alfredo Campoli) und schließlich das Cellokonzert für Mstislav Rostropovich (1970, uraufgeführt unter Leitung von Benjamin Britten). Daneben komponierte Bliss mehrere abendfüllende Ballette wie Checkmate (1937, mit Schachfiguren als handelnden Personen), Miracle in the Gorbals (1944, dessen Sujet sicher von Béla Bartóks Der wunderbare Mandarin beeinflusst wurde) und Adam Zero (1946), das den Zyklus eines Menschenlebens von der Wiege bis zur Bahre zum Thema hat.
1936 erhielt Bliss den Auftrag, die Musik zu William Cameron Menzies aufwändiger H.-G.-Wells-Verfilmung Was kommen wird (Things to Come) zu komponieren. Bis dahin bestanden Filmmusiken in Großbritannien oft aus versatzstückartig zusammengestellten Klassikkompilationen oder anspruchslosen Partituren. Bliss hingegen widmete sich mit aller Kraft der Musik zu Things to Come, wobei er insofern privilegiert war, als er die Partitur vor Fertigstellung des Streifens schreiben durfte. Things to Come wurde noch vor der Premiere des Films für die Schallplatte aufgenommen; sein enormer Erfolg bei der Kritik und Hörern wertete das Bild der Filmmusik in England und international nachhaltig auf, und so folgten Bliss Kollegen wie Ralph Vaughan Williams, John Ireland, Arnold Bax und William Alwyn in der Komposition anspruchsvoller Filmpartituren.
In den folgenden Jahren schrieb Bliss eine ganze Reihe weiterer Filmmusiken, konnte jedoch weder mit Conquest of the Air (1940), Men of Two Worlds (1946) noch mit Seven Waves Away (1957) an den Erfolg von Things to Come anknüpfen. Seine bereits fertige Partitur zu Gabriel Pascals verschwenderischer George-Bernard-Shaw-Verfilmung Caesar and Cleopatra (1945) wurde gar vom Regisseur abgelehnt, woraufhin Bliss von dem Auftrag zurücktrat und durch Georges Auric, ein früheres Mitglied der Les Six, ersetzt wurde. Bliss verloren geglaubte Partitur wurde vor einigen Jahren neu eingerichtet und aufgenommen.
1941 wurde Bliss musikalischer Direktor der Klassikabteilung der British Broadcasting Corporation, wo er das beliebte Programm Composer of the Week einführte, das bis heute in ähnlicher Form ausgestrahlt wird. 1950 in den Adelsstand erhoben, ernannte man Bliss 1953 (nach dem Tod seines Vorgängers Bax) zum Master of the Queen’s Music, in welcher Funktion er für alle höfischen Musikangelegenheiten zuständig wurde und Märsche, Fanfaren etc. zu öffentlichen Anlässen beizutragen hatte (z. B. die Fanfare zur Amtseinsetzung des Prince of Wales Charles im Jahr 1969).
Der Avantgarde nach dem Zweiten Weltkrieg entfremdet und durch offizielle Aufgaben in Anspruch genommen, komponierte Bliss in den letzten eineinhalb Jahrzehnten seines Lebens immer weniger. Das letzte Werk, Spirit of the Age, stammt aus seinem Todesjahr 1975. Zum Zeitpunkt seines Todes war Bliss’ früherer Ruhm verblasst; seine Werke wurden kaum mehr aufgeführt. Dies änderte sich erst im Zuge der – z. T. mehrfachen – Einspielung aller wichtigen Werke für Schallplatte und Compact Disc. Vor allem die Colour Symphony ist seitdem im normalen Konzertbetrieb gelegentlich wieder zu hören. Seine Handschriften und sein privates Archiv sind in der Cambridge University Library gelagert.

## Werke (Auswahl)
- Sinfonien
  - A Colour Symphony (1922)
  - Morning Heroes - A Choral Symphony (1930)

- Konzertante Werke
  - Konzert für Klavier und Orchester (1939)
  - Konzert für Violine und Orchester (1955)
  - Konzert für Cello und Orchester (1970)

- div. Orchesterwerke
  - Hymn to Apollo (1926)
  - Introduction and Allegro (1926)
  - Musik für Streicher (1935)
  - Checkmate (1937) (Ballett)
  - Miracle in the Gorbals (1944) (Ballett)
  - Adam Zero (1946) (Ballett)
  - Meditationen über ein Thema von John Blow (UA 1955)
  - Metamorphic Variations (1970)
  - Spirit of the Age (1975)

- Chor-/Vokalwerke
  - Pastorale, „Lie Strewn the White Flocks“ (1928) - Chor und Orchester
  - The Enchantress - Scena für Contralto und Orchester (1951)
  - The Beatitudes (1961) - Chor und Orchester

- Kammermusik
  - Streichquartett in A-Dur (1914) - zurückgezogen
  - Klavierquartett (1915)
  - Madame Noy (1918) - für Singstimme und Ensemble
  - Conversations (1920) - Suite für Kammerensemble
  - Rout (1920) - für Singstimme (Nonsens-Text) und Ensemble (später auch mit Orchester)
  - Quintett für Oboe und Streicher (1927)
  - Quintett für Klarinette und Streicher (1932)
  - Sonate für Bratsche und Klavier (1933)
  - Streichquartett (Nr. 1) (1941)
  - Streichquartett Nr. 2 (1950)

## Filmmusik
- 1936: Was kommen wird (Things to Come)
- 1937: I, Claudius
- 1940: Conquest of the Air
- 1945: Caesar and Cleopatra - zurückgezogen
- 1946: Zwei Welten (Men of Two Worlds)
- 1949: Columbus (Christopher Columbus)
- 1952: Die Bettleroper (The Beggar's Opera)
- 1957: Die Angst hat tausend Namen (Seven Waves Away)

## Diskographische Hinweise
- A Colour Symphony, Checkmate (Suite): Ulster Orchestra, Vernon Handley, Chandos CHAN 8503
- A Colour Symphony, Adam Zero (komplett): English Northern Philharmonia, David Lloyd-Jones, NAXOS 8.553460
- Piano Concerto, March of Homage: Philip Fowke, Royal Liverpool Philharmonic Orchestra, David Atherton, Unicorn-Kanchana UKCD2029
- Cello Concerto, Meditations on a Theme of John Blow, Introduction and Allegro: Robert Cohen, Royal Philharmonic Orchestra, Barry Wordsworth, Argo 443-170-2
- Mêlée Fantasque, Rout, Adam Zero - Suite, Hymn to Apollo, Serenade for Orchestra and Baritone, The world is charged with the grandeur of God: London Symphony Chorus and Orchestra, Sir Arthur Bliss, Lyrita SRCD225
- Rout, Madam Noy, Rhapsody, Conversations, The Women of Yueh, Oboe Quintet: The Nash Ensemble, Hyperion CDA66137
- Oboe Quinet, Piano Quartet, Sonata for Viola and Piano: Nicholas Daniel, Peter Donohoe, Julian Rolton, Laurence Jackson, Maggini Quartet, NAXOS 8.555931
- String Quartet No. 1 (1941), String Quartet No. 2 (1950), Fanny Mendelssohn Quartet: Renate Eggebrecht, Mario Korunic, Stefan Berg, Friedemann Kupsa. TROUBADISC TRO-CD 01412
- String Quartet No. 1 in B Flat Major, Conversations, String Quartet in A Major: Nicholas Daniel, Michael Cox, Maggini Quartet, NAXOS 8.557108
- The Film Music of Arthur Bliss - Things to Come (Suite), Caesar and Cleopatra (Suite), The Royal Palaces (Suite), March from „War in the Air“: BBC Philharmonic, Rumon Gamba, Chandos CHAN 9896